# Envers et contre tous (Anonymus)
Pour l’article homonyme, voir Envers et contre tous (homonymie).
Albums de Anonymus
État Brute Sacrifices
Envers et contre tous est le septième album du groupe de metal québécois Anonymus. C'est le deuxième album du groupe produit de manière indépendante au Badass Studio de Jeff Fortin.
Cet opus souligne les 25 ans de carrière du groupe, ce pourquoi l'ancien guitariste, Marco Calliari a été invité à collaborer avec ses anciens compagnons pour la chanson Nous Sommes.... Envers et contre tous poursuit dans la lignée de État Brute avec l'agressivité typique et les textes seulement en français. Les paroles sont d'ailleurs beaucoup plus engagées et d'actualité comme Toujours plus mais toujours moins, qui traite de l'austérité et des problèmes économiques, Dieu seul le sait, qui traite de la religion, ou encore Décrisse qui semble traiter de l'intimidation.

## Liste des morceaux
| 1.    | Tu es mes démons                  | 3:45 |
| 2.    | Dieu seul le sait                 | 4:52 |
| 3.    | Décrisse                          | 3:39 |
| 4.    | Envers et contre tous             | 4:12 |
| 5.    | Nous Sommes...                    | 6:03 |
| 6.    | Trahison                          | 4:49 |
| 7.    | Carambolage                       | 4:35 |
| 8.    | De tout pour faire un fou         | 3:52 |
| 9.    | Toujours plus mais toujours moins | 3:51 |
| 10.   | Chaque seconde compte             | 4:35 |
| 44:13 |                                   |      |

## Personnel
- Oscar Souto : voix et basse
- Daniel Souto : guitare et voix
- Jef Fortin : guitare, voix, production, enregistrement, mixage et mastering
- Carlos Araya : batterie et voix

## Sources
- La Presse
- Voir
- Voir
- Le Devoir
- Courrier du Saguenay
- Metal Universe
- Thorium
- Québec Métal